# Идрис (пророк)
Идрис (приблизително 3284-3017 Пр. н.е.) (Арабски: إدريس), е пророк в Исляма. В Библията е познат като Енох.

## Идрис в Корана
В Корана има четири аята, които се отнасят до Идрис:
| “ | 56-57. И спомени в Книгата Идрис! Той бе всеправдив, пророк. И го въздигнахме Ние на извисено място.— превод Цветан Теофанов, I изд. | ” |

| “ | 85-86. И [спомени] Исмаил, и Идрис, и Зу-л-Кифл. Всички бяха от търпеливите. И ги въведохме в Нашата милост. Те бяха от праведниците.— превод Цветан Теофанов, I изд. | ” |

## Идрис в ислямската традиция
Според ислямската традиция, Идрис е пророк, прешествал пророка Нух (Ной). Идрис е известен с това, че е научил много полезни умения като писането, математиката, астрономията и т.н., които човечеството и днес използва. Според ислямската традиция, по неговото време хората били забравили Бог и за това светът бил наказан със суша. Идрис се молел за дъжд и заваляло.